# Bob Maize
Robert „Bob“ Maize (* 15. Januar 1945 in San Diego; † 20. November 2004 in Los Angeles) war ein amerikanischer Bassist des Mainstream und Modern Jazz.

## Leben und Wirken
Maize hatte ab dem siebten Lebensjahr Klavierunterricht und wechselte mit dreizehn Jahren zum Kontrabass, um in der Band seines Vaters zu spielen. 1963 zog er nach San Francisco, wo er mit Musikern wie Sonny Stitt, Philly Joe Jones und Jon Hendricks, aber auch in einer Rockband spielte. Ab 1972 arbeitete er bei Mose Allison, Jerome Richardson und Herb Ellis, 1975 bei Monty Alexander und 1976 tourte er mit Anita O’Day in Japan. Für Concord Records wirkte er an Einspielungen von Cal Collins, Jake Hanna, Dave McKenna, Scott Hamilton und den „Concord All Stars“ mit. Auch arbeitete er mit Terry Gibbs, Buddy DeFranco, Si Perkoff und Ernestine Anderson. 1984/83 war er Mitglied der Band von McCoy Tyner und konzertierte mit Sarah Vaughan in Japan. Anschließend arbeitete er als Studiomusiker in Los Angeles und ab 1986 mit Billy Eckstine und Ross Tompkins. Seit 1988 war er Mitglied des Trios von Charlie Shoemake, trat aber auch mit Pianist Jon Mayer, Mel Tormé, Boots Randolph, Stacy Rowles und Lanny Morgan auf. 2003 war er an Silvers Album Rockin' with Rachmaninoff beteiligt; 2004 ehrte er Gerry Wiggins anlässlich dessen 80. Geburtstag. Weiterhin nahm er mit Musikern wie Woody Herman, Rosemary Clooney, Barney Kessel, Pepper Adams, Emily Remler, Al Cohn, Tal Farlow oder Buddy Tate auf.
Maize starb aufgrund eines Herzfehlers, als er seinen Swimmingpool reinigte.

## Lexigraphische Einträge
- Leonard Feather, Ira Gitler: The Biographical Encyclopedia of Jazz. Oxford University Press, New York 1999, ISBN 0-19-532000-X.
- Martin Kunzler: Jazz-Lexikon. Band 2: M–Z (= rororo-Sachbuch. Bd. 16513). 2. Auflage. Rowohlt, Reinbek bei Hamburg 2004, ISBN 3-499-16513-9.